# Undun
Albums de The Roots
Wake Up!
(2010) Wise Up Ghost
(2013)
Singles
1. Make My
Sortie : 1er novembre 2011

Undun est le onzième album studio des Roots, sorti le 2 décembre 2011.

## Contenu
Undun est un album-concept retraçant la vie tragique de Redford Stevens, un personnage de fiction dont le nom a été inspiré d'une chanson de Sufjan Stevens intitulée Redford.

## Critique et succès commercial
L'album a été acclamé par la critique. L'Express l'a qualifié de chef-d'œuvre et le site Metacritic lui a attribué le score de 88 sur 100, basé sur 32 commentaires « acclamations générales ».
L'album s'est classé 2e au Top Rap Albums, 4e au Top R&B/Hip-Hop Albums et 17e au Billboard 200 avec 48 000 exemplaires vendus la première semaine.

## Liste des titres
| No  | Titre                                               | Contient un (des) sample(s) de    | Durée |
| --- | --------------------------------------------------- | --------------------------------- | ----- |
| 1.  | Dun                                                 |                                   | 1:16  |
| 2.  | Sleep                                               |                                   | 2:15  |
| 3.  | Make My (featuring Big K.R.I.T. et Dice Raw)        |                                   | 4:27  |
| 4.  | One Time (featuring Phonte et Dice Raw)             |                                   | 3:55  |
| 5.  | Kool On (featuring Greg Porn & Truck North)         | Where There's a Will de DJ Rogers | 3:48  |
| 6.  | The OtherSide (featuring Bilal Oliver et Greg Porn) |                                   | 4:03  |
| 7.  | Stomp (featuring Greg Porn)                         |                                   | 2:23  |
| 8.  | Lighthouse (featuring Dice Raw)                     | Don't Get Mad (Get Even) de Gypsy | 3:43  |
| 9.  | I Remember                                          |                                   | 3:15  |
| 10. | Tip the Scale (featuring Dice Raw)                  |                                   | 4:17  |
| 11. | Redford (For Yia-Yia & Pappou)                      |                                   | 1:52  |
| 12. | Possibility (2nd Movement)                          |                                   | 0:55  |
| 13. | Will to Power (3rd Movement)                        |                                   | 1:03  |
| 14. | Finality (4th Movement)                             |                                   | 1:31  |